# Juan Antonio Muñoz y Funes
Juan Antonio Muñoz y Funes (Tarancón, 24 de octubre de 1779- íb.7 de abril de 1849) fue un personaje conocido por ser el padre de Fernando Muñoz, segundo esposo de María Cristina de Borbón-Dos Sicilias, madre de Isabel II.

## Biografía
Nació en Tarancón el 24 de octubre de 1779. Fue hijo de Francisco Javier Muñoz y Carrillo de Torres y de su esposa Eugenia Dorotea Funes y Martínez, quien había sido nodriza de la infanta Carlota Joaquina de Borbón, hija de Carlos III de España, estanqueros de Tarancón. En virtud de estos servicios sus padres habían sido hecho hidalgos el 30 de mayo de 1780, según carta otorgada por Carlos III en Aranjuez. Fue caballero de la Orden de Santiago. Era nieto paterno de José Muñoz y Navarro y de su esposa Manuela Carrillo de Torres y Frías y nieto materno de Manuel Funes y Burgo y de su esposa Manuela Martínez.
Fue regidor de la villa de Tarancón en el año 1802.
Tras el matrimonio de su hijo Fernando con María Cristina de Borbón-Dos Sicilias, viuda de Fernando VII de España, a finales de 1833, pasaría a formar parte del conocido modernamente como Clan de Tarancón.
De acuerdo con Real Cédula de 25 de agosto de 1846 fue nombrado conde de Retamoso, con el vizcondado previo de Sabiñán, por Isabel II.
Desarrollaría el cargo de administrador del Real Cortijo de San Isidro en el Heredamiento de Aranjuez.
Murió en Tarancón el 7 de abril de 1849, siendo enterrado en el panteón familiar construido por su hijo Fernando en la ermita de Nuestra Señora de Riansares de esa localidad.

## Matrimonio y descendencia
De su matrimonio con Eusebia Sánchez y Ortega, hija de Gabriel Antonio Sánchez y Ordóñez y de su esposa María Francisca de Ortega y Campos, nieta paterna de Gabriel Sánchez y Muñoz y de su esposa Yomar Ordóñez y nieta materna de Lorenzo de Ortega y Toledo y de su esposa María de Campos, tuvo varios hijos: 
- José Antonio Muñoz y Sánchez, casado con su prima Anastasia Josefa Domínguez y Muñoz
- Agustín Fernando Muñoz y Sánchez, casado con María Cristina de Borbón-Dos Sicilias, reina gobernadora de España
- Gregorio Juan Muñoz y Sánchez, jesuita y después diplomático, caballero de la Orden de Santiago, gran cruz de la Orden de Isabel la Católica y encargado de negocios de Isabel II en Venezuela
- Jesús Muñoz y Sánchez, II marqués consorte de Remisa, caballero profeso de la Orden de Calatrava, oficial de la Legión de Honor, gentilhombre de cámara con ejercicio y senador del Reino
- Anastasia Muñoz y Sánchez, muerta en la infancia
- Juliana Muñoz y Sánchez, ídem
- Alejandra Muñoz y Sánchez, casada con el general José Fulgosio y Villavicencio